# Чемпионат мира по полумарафону 1993
Чемпионат мира по полумарафону 1993 года прошёл 3 октября в Брюсселе, Бельгия.
Дистанция полумарафона проходила по улицам города. Всего было проведено 2 забега. Определялись чемпионы в личном первенстве и в командном. Командный результат — складываются три лучших результата от страны и по сумме наименьшего времени определяются чемпионы.
В соревнованиях приняли участие 254 легкоатлета из 49 стран мира.

## Результаты

### Мужчины
| Первенство | Золото                                                       | Серебро                                                          | Бронза                                                            |
| Личное     | Винсент Руссеу 1:01.06                                       | Стив Монегетти 1:01.10                                           | Карл Такери 1:01.13                                               |
| Командное  | Кения · Ламек Агута · Томас Осано · Джозеф Черомеи · 3:05.40 | Австралия · Стив Монегетти · Джон Эндрюс · Пэт Кэрролл · 3:05.43 | Великобритания · Карл Такери · Марк Флинт · Дэвид Льюис · 3:06.10 |

### Женщины
| Первенство | Золото                                                        | Серебро                                                           | Бронза                                                                       |
| Личное     | Концейко Феррейра 1:10.07                                     | Мэри Танигава 1:10.09                                             | Тегла Лорупе 1:10.12                                                         |
| Командное  | Румыния · Елена Мургоч · Анюта Катуна · Юлия Негура · 3:32.18 | Япония · Мэри Танигава · Миёко Асахина · Акари Такэмото · 3:32.22 | Португалия · Концейко Феррейра · Альбертина Мачадо · Роза Оливейра · 3:34.00 |